# انتخابات ریاست‌جمهوری سوریه (۲۰۲۱)
انتخابات ریاست‌جمهوری سوریه (۲۰۲۱) در ۲۶ مه ۲۰۲۱ برگزار شد. کشورهای فرانسه، بریتانیا، ایتالیا، آلمان و آمریکا، در بیانیه‌ای مشترک اعلام کردند که انتخابات ریاست‌جمهوری سوریه، نه آزادانه و نه منصفانه بوده و فرانسه، برنامه حمله به سوریه را در میز کاری خود قرار داده است.

## نامزدان
بر اساس قانون اساسی سوریه نامزدان برای شرکت در انتخابات باید حداقل تاییدیه ۳۵ عضو پارلمان را کسب کند و از آنجایی پارلمان سوریه ۲۵۰ عضو دارد، حداکثر ۷ نفر می‌توانند نامزد شوند. حموده صباغ، رئیس پارلمان سوریه گزارش داد که در این دوره ۵۱ نفر از جمله ۷ زن داوطلب ریاست جمهوری شده‌اند.

### افراد ثبت‌نام کرده
- عبدلله سلوم عبدلله: وی در سال ۱۹۵۶ متولد شد و دارای مدرک حقوق از دانشگاه دمشق است، وی وزیر پیشین دولت در امور مجلس خلق است، وی همچنین عضو مجلس خلق بود که در هشتمین دور قانونگذاری بین سالهای ۲۰۰۳ و ۲۰۰۷ و در اولین دور قانونگذاری بین سالهای ۲۰۱۲ و ۲۰۱۶ انتخاب شد، وی عضوی از حزب اتحادیه سوسیالیست است و مناصب مختلفی از جمله دبیر شعبه حومه دمشق این حزب و عضو دفتر سیاسی در آن را در اختیار داشته است.[۱]
- محمد فراس یاسروی رجوع
- فاتن علی نهار[۲]
- مهند ندیم شعبان
- محمد موفق ساوان
- بشار اسد، رئیس‌جمهور فعلی
- احمد یوسف عبدالغنی
- ناهید محمد انور آل عیون الدباغ
- محمد صالح اسعد الحاج عبدالله
- عبدالحنان خلف البداوی
- محمود احمد مرعی وی متولد ۱۹۵۷ در روستا تلفیتا در استان ریف دمشق است. وی دارای مدرک حقوق از دانشگاه دمشق است، و یکی از چهره‌های مخالف داخلی محسوب می‌شود و رئیس سازمان عربی سوریه برای حقوق بشر و دبیرکل جبهه دموکراتیک مخالف است.[۳] وی دبیرکل کمیسیون اقدام دموکراتیک ملی و عضو هیئت مذاکره کننده مخالفت داخلی در ژنو است.[۴]
- خالد عبدو الکریدی
- سنان احمد القصاب
- محمد یوسف رمضان
- احمد هیثم احمد آل مکاری
- داعد مبارک قنائو
- محمد کامیران محمد جمیل میرخان
- حسین محمد تایجان
- انس مراوان القوادری
- هانی عدنان الدهان
- محمد حمدی الصلاح
- محمد بشار محمد فیض یاسین الصباغ
- محمد حیدر الشجاع
- ولید ناظم العطار
- محمد غسان احمد الجزاری.
- عبیر حبیب سلمان.
- انور شلاش القده.
- احمد محی الدین الحلب
- محمد ناصر احمد آل بقایی
- جهاد صالح الشخیر
- آنیسا بشیر حموش
- سمیر احمد معلا
- حسین محمد جاسم
- محمد سری محمد نبیل قنوت
- فاطمه اکلا البرکو
- امل محمد بشیر قدور
- انور ساجی حسن
- عدنان انور شجاع
- شایش حسین آل خلیف
- تحسین فوزی آل محمد
- جلال عبدالکریم ابراهیم
- احمد غیاث محمد شفیق سیداوی
- طلیعه صالح ناصر
- بشیر محمد البله
- خالد عیسی العیسی
- فیض کمال جوهه
- وسام الدین عبدالرحمن عثمان
- محمد حبیب عروس
- جابر محمود خلوف
- معین احمد ابراهیم
- حسن ربیع الروایلی

### نامزدان پذیرفته شده
در ۳ مه ۲۰۲۱، رئیس دادگاه عالی قانون اساسی، محمد جهاداللهام اعلام کرد که دادگاه در اعلامیه اولیه خود تصمیم به پذیرش نامزدهای: عبدالله سلوم عبدالله، بشار اسد و محمود احمد مرعی گرفت و بقیه درخواست‌های کاندیداتوری ارسال شده را رد کرد زیرا آنها شرایط قانونی را برآورده نمی‌کردند.